# كومباربالا
كومباربالا (بالإسبانية: Combarbalá)‏ هي مدينة وبلدية في تشيلي. تقع في محافظة ليماري ، في إقليم كوكيمبو ، على ارتفاع 900 متر (2952 قدم). تشتهر بالمرصد السياحي الفلكي Cruz del Sur ، والصخور الصخرية لرينكون لاس تشيلكاس ، والحرف اليدوية النموذجية المصنوعة من حجر كومبارباليتا الفريد .

## الجغرافيا
تقع المدينة في المنطقة الجغرافية المعروفة باسم الوديان المستعرضة في وسط تشيلي. هذه الوديان التي تمتد بشكل عمودي من سلسلة جبال الأنديز إلى سلسلة الجبال الساحلية. تقع المدينة بجوار نهر كومبارالا مباشرة، ويقع الوادي بين وادي نهر كوجوتي في الشمال وفالي هيرموسو (الوادي الجميل) من الجنوب. هذه الثلاثة هي الوديان المستعرضة الرئيسية الموجودة في البلدية.

## الاقتصاد
لما يقرب من قرنين من الزمان ، كان النشاط الاقتصادي الرئيسي فيها هو تعدين النحاس والذهب والفضة. لكن نظرًا لانخفاض عمليات التعدين الأصغر ، فقد تقلصت هذه الأنشطة بشكل كبير. إلى جانب التعدين، أصبحت الأنشطة الأخرى مثل الزراعة ورعاية الماعز والأعمال الحرفية لحجر كومبارباليتا أنشطة إنتاجية مهمة. هناك عدد من الحرفيين في المنطقة يعملون بالحجر وينتجون مجموعة متنوعة من الأشياء الزخرفية والنفعية. يعتبر جبن الماعز أيضًا منتجًا مشهورًا في المنطقة، وأصبح إنتاج العنب للتصدير هو النشاط الزراعي الرئيسي، مع التحذير الوحيد الذي ينتج عنه العمل الموسمي.

## السياحة
تحتوي العديد من الأنشطة السياحية منها:
- المرصد الفلكي الجنوبي
- مهرجانات لا إيسلا الدينية
- الكلاسيكو
- الغابات
- النقوش الصخرية